# 斎藤澪奈子
斎藤 澪奈子（さいとう みなこ、1956年10月3日 - 2002年1月13日）は日本の作家、タレント。
1990年著書「ヨーロピアン・ハイライフ」でデビュー。のちの叶姉妹やデヴィ夫人のような大人のセレブ女性の先駆け的存在だった。「アッパー」「ロウワー」「ポジティブシィンキング（＝積極思考）」といった言葉で知られる。

## 来歴・人物
公式プロフィールによると、東京のハイソサエティ（＝上流階級）の家庭に生まれ17歳で単身ヨーロッパへ。ロンドンとフィレンツェで10年間すごし、ヨーロッパの上流階級の洗礼を浴びる。バブル景気崩壊直前に帰国。自ら考案した化粧品などの実業家になる。1993年著書「超一流主義」が話題となり、タレントとしての活動も始める。

1994年に結婚、女児を出産。1997年よりロサンゼルスを仕事の活動拠点にする。1999年に離婚。2001年7月に帰国し闘病生活を送るも、2002年1月13日に乳がんのため死亡した。享年45。

## 著作リスト
- ヨーロピアン・ハイライフ　―青春のロンドン、フィレンツェ―（中央公論社、1990年、ISBN 4-120-01927-6）
  - （中公文庫、1994年、ISBN 4-122-02182-0）
- 愛のポジティブ・シィンキング（斎藤オフィス、1991年）
- 超一流主義（マガジンハウス、1993年、ISBN 4-838-70380-5）
  - （角川書店/角川文庫、1997年、ISBN 4-043-41301-7）
- 黄金の母性主義（メディアファクトリー、1997年、ISBN 4-889-91474-9）

## テレビ
- CNNデイウォッチ（テレビ朝日）
- JNNニュースの森（TBS）